# Peter III. von Rosenberg
Peter III. von Rosenberg (tschechisch Petr III. z Rožmberka) (* 1381; † 7. Dezember 1406), entstammte dem böhmischen Adelsgeschlecht der Rosenberger.

## Leben
Der älteste Sohn des Heinrich III. von Rosenberg stammte aus dessen erster Ehe mit Barbara von Schaunberg. Er war als Nachfolger seines Vaters vorgesehen und verlobte sich am 14. Dezember 1396 mit Anna Landgräfin von Leuchtenberg und Gräfin von Hals. Die Hochzeit kam jedoch nicht zustande, da Peter 25-jährig starb. Regent des Hauses Rosenberg wurde nach dem Tod des Vaters 1412 Peters Stiefbruder Ulrich II. von Rosenberg.